# Ponte Ul'janovskij
Il ponte Ul'janovskij (in russo Ульяновский мост?, Ul'janovskij Most), conosciuto anche come ponte imperiale o ponte dell'imperatore (in russo Императорский мост?, Imperatorskij Most) è un ponte stradale e ferroviario che attraversa il fiume Volga in corrispondenza della città di Ul'janovsk

## Storia

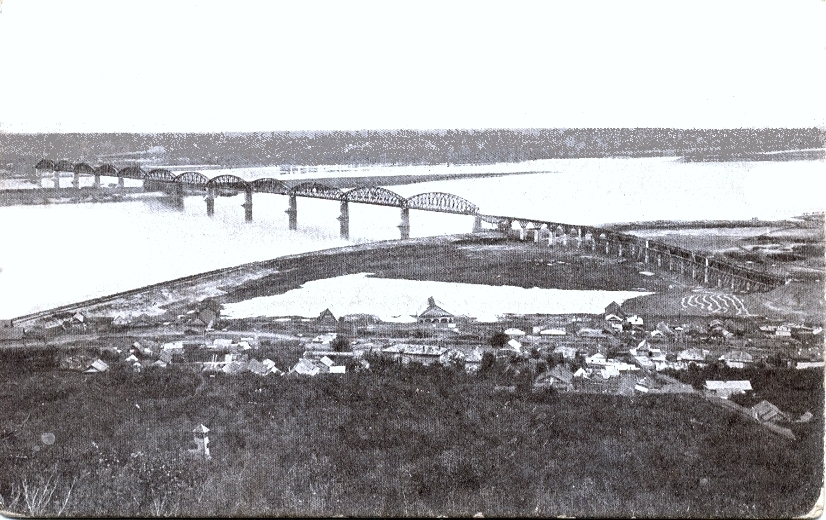
Il ponte pochi anni dopo la costruzione

Il primo ponte ferroviario sul Volga nella città di Ul'janovsk, che al tempo si chiamava Simbirsk, fu inaugurato il 5 ottobre 1916 dopo 3 anni di lavoro. Prima della sua realizzazione le merci che arrivavano con la ferrovia a Simbirsk dovevano essere scaricate dai vagoni, attraversare il Volga per mezzo di chiatte in estate o camminando sul ghiaccio in inverno ed essere caricate su un nuovo convoglio sulla riva opposta del fiume.
La decisione di costruire un ponte, che avrebbe notevolmente facilitato il trasporto ferroviario nella regione, venne presa dal primo ministro russo Pëtr Arkad'evič Stolypin durante una sua visita in città nel 1910.
I lavori iniziarono nella primavera del 1913 su progetto dell'ingegnere russo Nikolaj Apollonovič Beleljubskij (in russo Николай Аполлонович Белелюбский?), che all'epoca aveva già progettato decine di ponti sui principali fiumi del paese, tra cui il vicino ponte Syzranskij sul Volga.
I lavori impiegarono quasi quattromila operai e venivano portati avanti anche durante i mesi invernali, ma furono rallentati da due gravi incidenti: un incendio che si sviluppò sul ponte il 7 luglio 1914, distruggendo una campata e danneggiando seriamente altre due, e una frana della montagna di Simbirsk che tra il 29 e il 31 maggio 1915 distrusse i piloni di otto campate oltre a danneggiare la ferrovia, la stazione ferroviaria vicino al fiume e diversi altri edifici e abitazioni.
Al momento della sua inaugurazione nel 1916 il ponte era il più lungo ponte ferroviario in Europa. Inizialmente venne dedicato allo zar Nicola II e per questo motivo è conosciuto anche come Imperatorskij Most. Un altro nome con cui è conosciuto è Ponte della Libertà.
Tra il 1953 e il 1958 i supporti del ponte furono allargati e al binario ferroviario fu affiancata una carreggiata stradale a due corsie, senza interrompere la circolazione dei treni.
Tra il 2003 e il 2010 la struttura è stata sottoposta ad un importante intervento di ristrutturazione: i supporti sono stati rinforzati e i tralicci in acciaio del ponte ferroviario sono stati sostituiti da nuove campate di forma analoga a quelle utilizzate per il ponte stradale del 1958.

### L'incidente della nave Aleksandr Suvorov

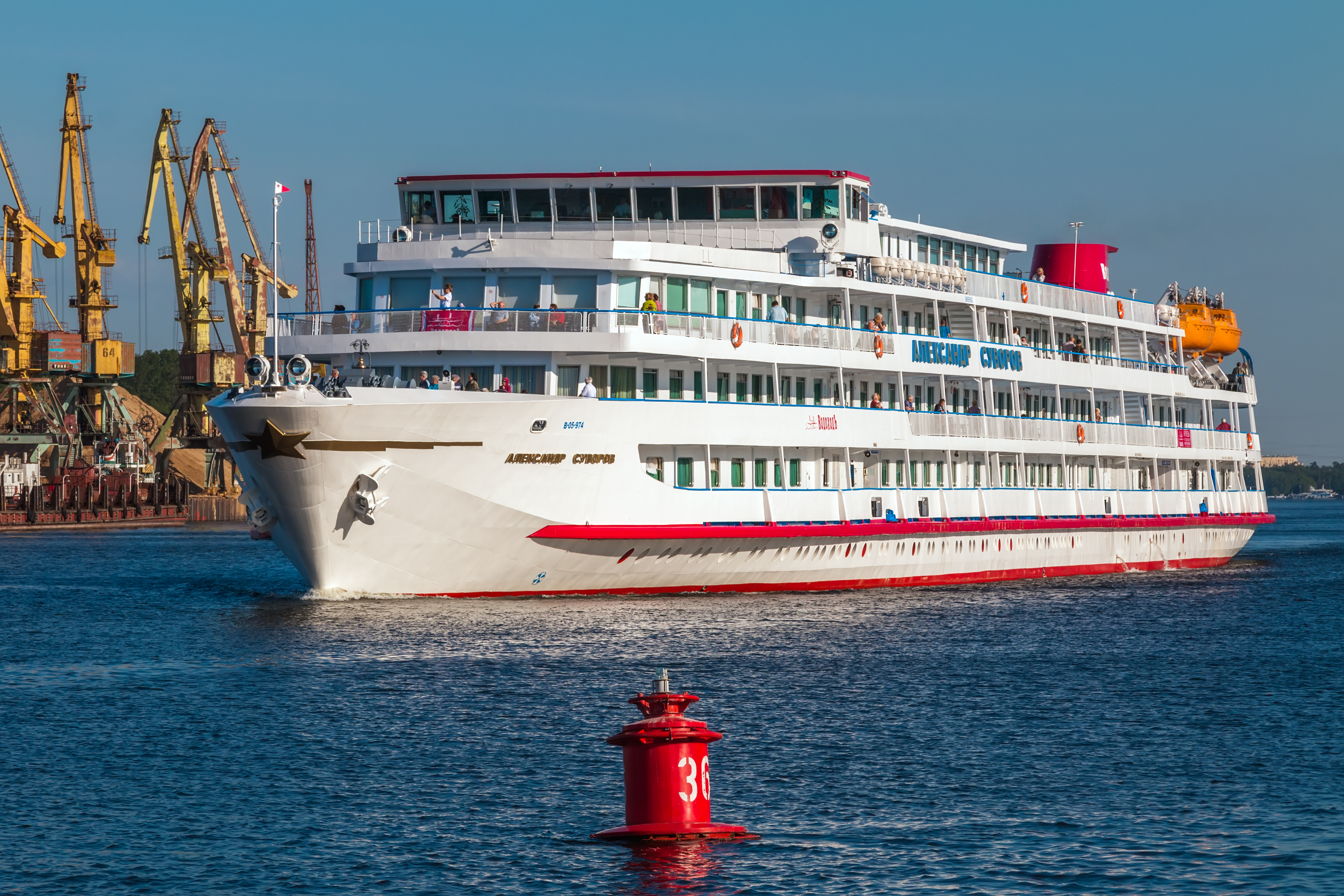
La Aleksandr Suvorov nel 2016

La sera del 5 giugno 1983 la nave da crociera Aleksandr Suvorov (in russo Александр Суворов?) invece di passare sotto il ponte all'altezza della terza campata navigabile imboccò la sesta, la cui altezza rispetto al livello del fiume non era sufficiente. La nave procedeva alla velocità massima di 25 chilometri l'ora e il colpo fu così violento da distruggere la cabina di comando, la ciminiera e la sala cinematografica, al momento gremita di persone essendo appena iniziata la proiezione di un film.
L'urto causò anche il deragliamento di un treno merci che stava transitando in quel momento sul ponte e 11 delle sue carrozze si rovesciarono facendo precipitare il carico sulla nave.
L'incidente causò la morte di almeno 176 persone e il ferimento di decine di altre, anche a causa dei detriti e del carico di grano e carbone precipitati dal treno deragliato.
La causa dell'incidente fu identificata nell'errore umano del primo ufficiale Vladimir Mitenkov e del timoniere Uvarov, che al momento dello schianto si trovavano ai comandi della nave e morirono nell'impatto, unito alla mancanza di un adeguato sistema di illuminazione del ponte. Anche il comandante Vladimir Kleimenov fu giudicato colpevole, anche se in quel momento non si trovava sul ponte ma nella sua cabina, e condannato a 10 anni di carcere.
Dopo l'incidente la nave fu riparata ed è tornata in servizio come nave da crociera sul Volga. Accanto all'ingresso del ponte è stato realizzato un memoriale in ricordo delle vittime.

## Descrizione
Sulla carreggiata verso monte del ponte passa l'autostrada federale R178 (in russo P178?) che collega Saransk e Ul'janovsk proseguendo poi in direzione di Dimitrovgrad. La carreggiata stradale ospita due corsie, una per senso di marcia. Trattandosi di una autostrada, sul ponte non è consentito il transito del pedoni.
Sulla sezione di valle del ponte passa invece un unico binario ferroviario.
Il ponte è caratterizzato da una struttura a traliccio in acciaio che poggia su 13 pilastri in pietra e granito, formando 12 campate centrali da 158,48 ciascuna. In testa al ponte, partendo dalla sponda destra, si trovano inoltre due campate più corte rispettivamente di 60 e 55 metri, mentre in sponda sinistra vi è un'unica campata di testa da 60 metri. Complessivamente raggiunge una lunghezza di 2089 metri.
I tralicci originali del ponte ferroviario del 1916 avevano una forma semicircolare, mentre per le campate del ponte stradale degli anni 1950 sono strati usati tralicci trapezoidali. Durante il restauro degli anni 2000 le originali campate del ponte ferroviario sono state sostituite con altre della stessa forma di quelle del ponte stradale.
I tralicci delle campate centrali e di quella laterale da 55 metri si trovano al di sopra dell'impalcato, mentre nelle due campate di testa la struttura portante si trova al di sotto del piano stradale.